# 주아라
주아라(2010년 3월 22일~)은 대한민국의 아역 배우이다. 2015년 5살의 나이에 데뷔를 하여 불굴의 차여사에 수정역을 맡았다.

## 출연

### 연기 활동
- 2015년 MBC 일일연속극 《불굴의 차여사》 ... 강수정 역

## 가족
- 아버지: 주영훈
- 어머니: 이윤미
- 여동생: 주라엘
- 여동생: 주엘리